# Maria Pia Gullini
Maria Pia Gullini (* 16. August 1892 in Verona; † 29. April 1959 in Rom) war eine italienische Trappistin und Äbtissin.

## Leben

### Herkunft und Erziehung
Maria Elena Gullini stammte aus großbürgerlichem Hause. Der Vater Arrigo Gullini (1863–1939) war Ingenieur und machte eine Karriere als hoher Staatsbeamter. Die fromme Mutter, Celsa Rossi (1863–1942), stammte wie ihr Mann aus Bazzano bei Bologna. Maria war das älteste Kind der Familie. Im Alter von 5 Jahren erlebte sie den Tod eines zweijährigen Brüderchens. Sie hatte zwei weitere Brüder. Maria wuchs in Verona und ab 1900 in Venedig auf, wo sie die Schule der Sacré-Coeur-Schwestern im Palazzo Savorgnan besuchte und zusammen mit französischen Adelstöchtern in französischer Sprache erzogen wurde.

### Der überraschende Klosterwunsch
Die als schön, elegant, intelligent, musikalisch und künstlerisch begabt geltende junge Frau von überschäumendem Temperament trat bei öffentlichen Anlässen als Begleiterin ihres Vaters auf. 1912 zog die Familie nach Rom. Als die Eltern ihr unter den zahlreichen dortigen Verehrern einen Advokatensohn besonders ans Herz legten, der durch den Ortspfarrer um ihre Hand anhielt, reagierte sie zum Entsetzen des Vaters mit dem Wunsch, ins Kloster zu gehen. Die Eltern erreichten eine Wartezeit. Maria wirkte als Katechetin armer Kinder im Katechismuswerk der Brasilianerin Evangelina Caymari.

### Über Grottaferrata nach Laval
Bei Kriegseintritt Italiens 1915 machte Maria eine Ausbildung als Krankenschwester, wurde aber von ihren Eltern am Fronteinsatz gehindert. 1916 wünschte sie, bei den Kleinen Schwestern der Assumptio einzutreten, wurde aber von diesen an den Trappisten-Generalprokurator Norbert Sauvage (1876–1923) verwiesen, der sie zu achttägigen Exerzitien in das Trappistinnenkloster Grottaferrata einlud und dann in die französische Trappistinnenabtei La Coudre in Laval schickte, wo sie am 28. Juni 1917 eintraf und am 29. September als Novizin eingekleidet wurde. Sie nahm den Ordensnamen Pia an (nach Pius X., den sie von Venedig persönlich kannte). Sie machte die zeitliche Profess am 16. Juli 1919 und die ewige Profess am 16. Juni 1922. Von 1924 bis 1926 war sie mit großem Erfolg Konversenmeisterin von 40 Konversen.

### Äbtissin in Grottaferrata. Zweimalige Abdankung
1926 kehrte sie auf Geheiß der Ordensoberen nach Grottaferrata zurück, wo sie am 27. Dezember 1927 im Beisein von Generalabt Jean-Baptiste Ollitrault de Kéryvallan die Stabilitas loci gelobte. Das Kapitel, das sie bei einer ersten Abstimmung einstimmig abgelehnt hatte, akzeptierte sie bei einer vom Immediatoberen geforderten zweiten Abstimmung ebenso einstimmig. Das Kloster war geistlich in schlechter Verfassung. Der Wunsch der Ordensoberen, Schwester Pia als Äbtissin einzusetzen, scheiterte bei der Wahl am 7. November 1929, bei der die allein stimmberechtigten Chorschwestern, das heißt die alte Garde, sich überwiegend für die Amtsinhaberin aussprachen. Äbtissin Agnes Scandelli ernannte Pia im Juli 1931 zur Priorin. Als die seit langem kranke Äbtissin ihr Amt endgültig nicht mehr ausüben konnte, ernannte Kurienkardinal Michele Lega Schwester Pia am 30. Dezember 1931 per Reskript zur Äbtissin.
Äbtissin Pia gelang die Konsolidierung des Klosters durch Einsetzen von Schwester Cécile Decosse (die bereits das Kloster Belval als Priorin geleitet hatte) als Priorin und Schwester Thekla Fontana aus der Trappistinnenabtei Chimay als Novizenmeisterin. Daneben ließ sie sich brieflich durch die Äbtissin von La Coudre beraten. Die langjährige Äbtissin Agnes starb am 10. November 1932. Am 6. Februar 1935 wurde Pia fast einstimmig für drei Jahre als Äbtissin bestätigt, so auch am 13. Februar 1938 (mit allerdings vier von 15 Stimmen für Schwester Thekla). Wegen Kritik aus den eigenen Reihen und Differenzen mit dem Immediatoberen Ubald Corsi, Abt der Trappistenabtei Frattocchie, trat sie am 4. Dezember 1940 von ihrem Amt zurück und wurde von der noch im gleichen Monat gewählten Äbtissin Thekla zur Novizenmeisterin (und Subpriorin) ernannt. Nachdem das Kloster 1944 durch den Krieg arg gelitten hatte, wurde sie am 17. Dezember 1946 erneut auf drei Jahre zur Äbtissin gewählt, am 21. Dezember 1949 wiedergewählt, trat aber am 16. April 1951 ein zweites Mal und endgültig zurück und verließ Grottaferrata.

### Einsatz für die Ökumene. Maria Gabriella Sagheddu
In den zwanzig Jahren von 1931 bis 1951, in denen sie das Kloster prägte, standen für sie zwei Anliegen im Vordergrund, die Ökumene und das Erbe der seligen Maria Gabriella Sagheddu. 1933 begann zwischen ihr und der Lyonerin Henriette Ferrary ein Briefkontakt (1936 durch Besuch im Kloster verstärkt), der sie mit der Ökumenischen Bewegung des Lyoners Paul Couturier bekannt machte. Ihr Engagement für die Ökumene, das bei den Ordensoberen nicht unumstritten war, führte dazu, dass sich ab 1937 drei Nonnen für das Anliegen der Einheit der Kirche als Opfer anboten und in kurzer Zeit starben, eine bereits alte Schwester, Mutter Immaculata, und zwei junge Sardinierinnen, Michela Dui (eingetreten 1933, verstorben am 23. Juli 1939) und vor allem Maria Gabriella Sagheddu (eingetreten 1935, verstorben am 23. April 1939). Letzterer schrieb die sardische Schriftstellerin Maria Giovanna Dore (eingetreten am 30. Juni 1939) auf Geheiß der Äbtissin eine Biographie, die im Mai 1940 mit einem beseelten Vorwort von Igino Giordani (1894–1980), Mitgründer der Fokolarbewegung, erschien, ein großer Bucherfolg wurde und letztlich 1983 zu ihrer Seligsprechung führte. Grottaferrata wurde zum Anlaufpunkt zahlreicher Verehrer von Maria Gabriella Sagheddu, wie auch von ökumenisch engagierten Menschen aus der ganzen Welt (darunter Roger Schutz oder Benedict Ley, 1896–1964, aus der benediktinischen Gemeinschaft von Nashdom in England), denen Äbtissin Pia Gullini intensive Gesprächspartnerin war. Die dadurch im Kloster entstandene Unruhe lag dem ersten Rücktritt 1940 zugrunde. Für den endgültigen Rücktritt 1951 kamen weitere Gründe hinzu, zuoberst aber offensichtlich der Graben zwischen den hohen Idealen einer wenig diplomatischen Äbtissin und einigen überanspruchten Chorschwestern, denen die Ordensoberen ihr Ohr liehen.

### Exil in der Schweiz und Tod in Rom
1951 wurde Schwester Pia in die Abtei La Fille-Dieu nördlich Lausanne beordert (mit Verbot, nach Grottaferrata Briefe zu schreiben). Dort betrieb sie die Biographie Maria Gabriella Sagheddus in französischer Sprache durch Gaston Zananiri (1904–1996), die 1955 in Tournai erschien. Anfang 1959 sprach der 1957 von Grottaferrata nach Vitorchiano verlegte Konvent den Wunsch aus, Pia Gullini wieder zur Äbtissin zu wählen. Die bereits todkranke Schwester Pia kam am 23. Februar in Rom an und musste dort ins Krankenhaus eingewiesen werden. Sie konnte von ihrem Krebsleiden nicht geheilt werden, verbrachte die letzten 14 Tage im Kloster der Bethlehemitinnen und starb dort am 29. April 1959. Sie wurde als erste auf dem Friedhof des neuen Klosters Vitorchiano beigesetzt.

### Würdigung
Äbtissin Armanda Borrone bezeichnete sie 1966 als Heilige. Ihr Schüler Ennio Francia (1904–1995) gab 1971 einen Teil ihrer Korrespondenz und Notizen heraus (englische Übersetzung erschienen 2019). Erst in allerneuester Zeit erschienen zwei umfangreiche Biographien in italienischer Sprache, von denen eine auch ins Französische übersetzt wurde.

## Werkausgaben
- Ennio Francia (Hrsg.): Lettere dalla trappa. Messa degli artisti, Rom 1971.
- Gabriella Sagheddu: The Letters of Blessed Maria Gabriella with the Notebooks of Mother Pia Gullini. Liturgical Press, Collegeville 2019.